# Liste der Pfarren im Dekanat Feldbach
Das Dekanat Feldbach war ein Dekanat der römisch-katholischen Diözese Graz-Seckau.

## Organisation
Das Dekanat Feldbach in der Oststeiermark umfasste 15 Kirchengemeinden, ein Benefizium, und eine Ordensniederlassung. Es gliederte sich in folgende Pfarren und Pfarrverbände:
- Bad Gleichenberg (politische Gemeinde Bad Gleichenberg mit Bairisch Kölldorf)
- Eichkögl (Gemeinde Eichkögl)
- Fehring mit dem Benefizium Pertlstein[1] (Fehring mit Pertlstein)
- Feldbach – Edelsbach – Paldau (Stadt Feldbach mit Gossendorf, Raabau; Edelsbach; Paldau)
- Gnas – Trautmannsdorf (Gnas mit Aug-Radisch, Baumgarten b.G., Grabersdorf, Kohlberg, Poppendorf, Raning, Unterauersbach; Trautmannsdorf i.O. mit Merkendorf)
- Hatzendorf – Breitenfeld an der Rittschein – Unterlamm (Hatzendorf mit Hohenbrugg-Weinberg, Johnsdorf-Brunn; Breitenfeld a.d.R.; Unterlamm)
- Kirchberg an der Raab (Kirchberg a.d.R. mit Oberdorf a.H.)
- Riegersburg (Riegersburg mit Kornberg b. R., Lödersdorf)
- St. Anna am Aigen – Kapfenstein (St. Anna a. A. mit Frutten-Gießelsdorf; Kapfenstein)

Außerdem beinhaltete es die Krankenhausseelsorge am LKH Feldbach.
Ordensniederlassung ist das Zisterzienserinnenkloster Feldbach.

Die Pfarre Bad Gleichenberg wird von den Franziskanern aus Graz betreut.
Dechantssitz war die Stadtpfarrkirche Hl. Leonhard zu Feldbach.

## Liste der Pfarren im ehem. Dekanat Feldbach mit Kirchengebäuden Kapellen, und Seelsorgestellen
- Betr. … Betreuung
- Seit: gen. … erstgenannt, err. … errichtet
- Patrozinium: Anb. … Anbetungstag, Kirchw. … Kirchweihtag

| Pfarre                        | Pfarrverband                                           | Betr.                | Seit                                                                | Patrozinium                                                                                               | Kirchen, Seelsorgestellen | Bild                         |
| ----------------------------- | ------------------------------------------------------ | -------------------- | ------------------------------------------------------------------- | --- | --- | ---------------------------- |
| Bad Gleichenberg              |                                                        | Franziskaner in Graz | 1940 (err., Pfarrk. erb. 1841/45)                                   | Hl. Matthias, 24. Februar (Anb. Hl. Matthias, Kirchw. Sonntag nach dem 29. Juni)                          | Pfarrkirche Bad Gleichenberg Waldkapelle Maria Loreto, Messkapelle Hlgst. Dreifaltigkeit in Bairisch Kölldorf, Messkapelle Schmerzhafte Mutter in der Sulz (Lindenkapelle), Friedhofskapelle Hl. Kreuz (Messkapelle), Messkapelle Hl. Erlöser in der Sonderheilanstalt der Versicherungsanstalt der Bauern, Messkapelle Mariä Heimsuchung in Dorf Gleichenberg | Pfarrkirche Bad Gleichenberg |
| Breitenfeld an der Rittschein | Hatzendorf – Breitenfeld an der Rittschein – Unterlamm |                      | 1866 (err., Lokalie 1782, Pfarrk. erb. 1681–1698)                   | Zum Heiland, Fronleichnam (Kirchw. 3. Sonntag im September)                                               | Pfarrkirche Breitenfeld an der Rittschein Filialkirche hl. Andreas in St. Kind | Pfarrkirche Breitenfeld      |
| Edelsbach                     | Feldbach – Edelsbach – Paldau                          |                      | 1528 (als Vikariat, Pfarrk. ursp. erb. 1484)                        | Hl. Jakobus der Ältere, 25. Juli (Anb. 28. Februar)                                                       | Pfarrkirche Edelsbach Dornhoferkapelle Hlgst. Herz Jesu (Messkapelle), Kapelle Vierzehn Nothelfer in Paurach, Heiligen-Kreuz-Kapelle in Wetzelsdorf (Messkapelle) | Pfarrkirche Edelsbach        |
| Eichkögl                      |                                                        |                      | 1926 (err., Pfarrk. erb. 1883–1890)                                 | Mariä Heimsuchung, 2. Juli (Anb. 29. Juni, Kirchw. 10. Oktober)                                           | Pfarrkirche Eichkögl (Klein Mariazell) Prof. Strackersche Gruftkapelle hl. Lukas (Messkapelle) | Pfarrkirche Eichkögl         |
| Fehring                       |                                                        |                      | 1305 (gen.)                                                         | Hl. Josef, 19. März (Anb. 1. Februar)                                                                     | Pfarrkirche Fehring Benefizium Hl. Johannes der Täufer Pertlstein Messkapelle Maria Loreto im Schloss Hohenbrugg, Messkapelle hl. Florian in Schiefer, Messkapelle Hlgst. Dreifaltigkeit in Schlittenau, Kapelle hl. Josef in Petersdorf, Kapelle hll. Sebastian und Fabian in Petzelsdorf, Kapelle hl. Maria in Pertlstein | Pfarrkirche Pertlstein       |
| Feldbach                      | Feldbach – Edelsbach – Paldau                          |                      | 1232 (als Vikariat, Pfarrk. gen. 1188)                              | Hl. Leonhard, 6. November (Anb. 8. Mai)                                                                   | Stadtpfarrkirche Feldbach Klosterkirche Maria von der immerwährenden Hilfe, Messkapelle Unbefleckte Empfängnis im Krankenhaus, Messkapelle Maria von der immerwährenden Hilfe in Gossendorf, Messkapelle Herz Jesu in Mühldorf, Messkapelle hl. Maria in Raabau, Messkapelle Gekreuzigter Heiland im Schloss Hainfeld, Messkapelle hl. Josef in Schützing, Messkapelle hl. Kreuz in Unterweißenbach, Messkapelle Hlgst. Dreifaltigkeit in Oberweißenbach, Messkapelle hl. Kreuz in Obergiem, Messkapelle hl. Kreuz in Leitersdorf, Messkapelle hl. Petrus in Petersdorf, Messkapelle hll. Vitus und Notburga in Oedt, Messkapelle hl. Maria Goretti in Reiting | Stadtpfarrkirche Feldbach    |
| Gnas                          | Gnas – Trautmannsdorf                                  |                      | 1365 (gen., Pfarrk. gen. 1229)                                      | Maria, Königin der Engel, 2. August                                                                       | Pfarrkirche Gnas Messkapelle Christus am Kreuze am Kalvarienberg, Messkapelle Maria Hilf in Ebersdorf, Messkapelle Maria Christkönigsmutter in Glatzental, Messkapelle Hlgst. Herz Jesu in Glatzental, Messkapelle Rosenkranzkönigin in Grabersdorf, Messkapelle Himmelskönigin in Kohlberg, Messkapelle Schmerzhafte Mutter von der immerwährenden Hilfe in Wörth, Messkapelle Gekreuzigter Erlöser in Obergnas, Messkapelle Schmerzhafte Mutter in Maierdorf, Messkapelle hl. Anna in Thien, Messkapelle Maria von der immerwährenden Hilfe in Radisch, Messkapelle Maria Heimsuchung in Perlsdorf, Messkapelle Hlgst. Dreifaltigkeit in Poppendorf, Messkapelle Maria, Mutter der Kirche, in Katzendorf, Haas-Kapelle Schmerzhafte Mutter in Perlsdorf (Messkapelle), Messkapelle hl. Johannes der Täufer in Raning, Messkapelle Maria in den Dornen in Unterauersbach, Messkapelle hl. Vitus in Fischa | Pfarrkirche Gnas             |
| Hatzendorf                    | Hatzendorf – Breitenfeld an der Rittschein – Unterlamm |                      | um 1633 (Pfarrk. gen. 1422)                                         | Hll. Petrus und Paulus, 29. Juni (Anb. 19. September, Kirchw. Samstag vor dem dritten Sonntag im Oktober) | Pfarrkirche Hatzendorf Filialkirche Maria, Hilfe der Christen, im Schloss Johnsdorf, Messkapelle hl. Familie in Weinberg an der Raab | Pfarrkirche Hatzendorf       |
| Kapfenstein                   | St. Anna am Aigen – Kapfenstein                        |                      | 1892 (err., Lokalie 1779, Pfarrkirche gen. 1628 als Schlosskapelle) | Hl. Nikolaus, 6. Dezember (Anb. 27. Oktober, Kirchw. 24. Oktober, Patronat: Gutsherrschaft Kapfenstein)   | Pfarrkirche Kapfenstein Herz-Christi-Kapelle beim Schloss Kapfenstein (Messkapelle), Messkapelle hl. Johannes der Täufer in Neustift | Pfarrkirche Kapfenstein      |
| Kirchberg an der Raab         |                                                        |                      | 1381 (err., Pfarrk. gen. 1265)                                      | Hl. Florian, 4. Mai (Anb. 14. Mai, Kirchw. Erster Sonntag im Mai)                                         | Pfarrkirche Kirchberg an der Raab Messkapelle hl. Maria, Hilfe der Christen, in Berndorf, Marienkapelle in Wörth (Messkapelle), Kapelle in Oberdorfberg, Kapelle in Radersdorf | Pfarrkirche Kirchberg        |
| Paldau                        | Feldbach – Edelsbach – Paldau                          |                      | um 1400 (err.)                                                      | Hl. Vitus, 15. Juni (Anb. 15. Juni, Kirchw. Sonntag nach dem 15. Juni)                                    | Pfarrkirche Paldau Filialkirche Kirche St. Sebastian am Saazkogel, Trummerkapelle zur Allerhlgst. Dreifaltigkeit in Kohlberg-Baumgarten | Pfarrkirche Paldau           |
| Riegersburg                   |                                                        |                      | 1170 (gen.)                                                         | Hl. Martin, 11. November (Anb. 19. Dezember)                                                              | Pfarrkirche Riegersburg Messkapelle hl. Magdalena in der "Hauptpfarre", Messkapelle hl. Nikolaus in der Feste Riegersburg, Kapelle hl. Andreas im Schloss Kornberg, Messkapelle Hlgst. Herz Jesu in Lödersdorf, Messkapelle hl. Maria in Winkelgraben, Messkapelle hl. Kreuz in Krennach, Messkapelle Maria Hilf in Oberkornbach | Pfarrkirche Riegersburg      |
| Sankt Anna am Aigen           | St. Anna am Aigen – Kapfenstein                        |                      | 1788 (err., Pfarrk. gen. 1545)                                      | Hl. Anna, 26. Juli (Anb. 12. November, Kirchw. Samstag vor dem dritten Sonntag im Oktober)                | Pfarrkirche Sankt Anna am Aigen Messkapelle Mariä Heimsuchung in Frutten, Messkapelle Maria Lourdes in Jammberg, Tramerkreuzkapelle, Kapelle in Hochstraden, Kapelle in Woboth, Kapelle in Sichauf | Pfarrkirche Sankt Anna       |
| Trautmannsdorf                | Gnas – Trautmannsdorf                                  |                      | 1404 (gen.)                                                         | Hl. Michael, 29. September                                                                                | Pfarrkirche Trautmannsdorf Messkapelle Mariä Himmelfahrt in Wilhelmsdorf, Messkapelle Maria Hilf in Merkendorf, Messkapelle Maria Hilf in Haag, Messkapelle Maria Hilf in Hofstätten, Christkönigskapelle in Waldsberg (Messkapelle) | Pfarrkirche Trautmannsdorf   |
| Unterlamm                     | Hatzendorf – Breitenfeld an der Rittschein – Unterlamm |                      | 1920 (err., Pfarrk. erb. 1907–1910)                                 | Hl. Heinrich, 13. Juli (Anb. 22. Juli)                                                                    | Pfarrkirche Unterlamm Kapelle Magland, Messkapelle hl. Mutter Anna in Haselbach, Messkapelle hl. Notburga in Frauenberg | Pfarrkirche Unterlamm        |